# Whatever It Takes (2000)
Whatever It Takes is een Amerikaanse tienerkomediefilm uit 2000 van regisseur David Raynr met Shane West, James Franco, Marla Sokoloff en Jodi Lyn O'Keefe in de hoofdrollen. De film kwam op 31 maart 2000 uit in de Verenigde Staten. De beoordelingen waren slecht, met 16% bij Rotten Tomatoes en 20% bij Metacritic.

## Verhaal
Buitenbeentje Ryan en de populaire Chris zijn elkaars tegenpolen op school. Ryan heeft echter een boontje voor Chris' knappe nichtje Ashley, terwijl Chris dan weer met Ryan's buurmeisje Maggie aanpapt. Chris doet Ryan dan ook een voorstel: als Ryan een goed woordje voor hem doet bij Maggie, dan zou hij Ryan onder de aandacht van Ashley brengen.
Maggie wil eerst niets van Chris weten, maar valt ten slotte voor de poëtische woorden die Ryan hem in de mond legt. Ashley ziet Ryan niet staan, maar wordt door hem aangetrokken als hij, Chris' instructies volgend, haar bekritiseert. Na een tijdje komt Ryan echter tot de constatatie dat hij eigenlijk zelf verliefd is op Maggie, en hij ontdekt ook dat Chris het meisje enkel een keer in bed wil krijgen.
Hij biecht daarop de overeenkomst met Chris op aan Maggie, maar die gelooft hem niet en is nu kwaad op hem. Ook maakt hij het uit met Ashley, die vervolgens geen middel onbeproefd laat om hem terug te krijgen. Op het schoolfeest komt Maggie zelf achter Chris' intenties. Zij en Ryan maken het uiteindelijk weer goed en beginnen een relatie.

## Rolverdeling
| Acteur           | Personage      | Omschrijving                                                                                         |
| ---------------- | -------------- | --- |
| Shane West       | Ryan Woodman   | het buitenbeentje op school dat goed bevriend is met buurmeisje Maggie en een oogje heeft op Ashley. |
| James Franco     | Chris Campbell | de populaire neef van Ashley met een oogje op Maggie.                                                |
| Marla Sokoloff   | Maggie Carter  | ook een buitenbeentje op school.                                                                     |
| Jodi Lyn O'Keefe | Ashley Grant   | het populaire "mooiste meisje van de school".                                                        |
| Julia Sweeney    | Kate Woodman   | Ryan's moeder en de schoolverpleegster.                                                              |
| Aaron Paul       | Floyd.         | |
| Colin Hanks      | Cosmo.         | |
| Kip Pardue       | Harris.        | |
| Manu Intiraymi   | Dunleavy.      | |